# Esprit Philippe Chédeville
Esprit Philippe Chédeville (* 1696 in Oulins; † 9. März 1762 in Paris) war ein französischer Musettevirtuose, Komponist und Instrumentenbauer. Er entstammte der Musikerfamilie Chédeville-Hotteterre.

## Leben und Werk
Esprit Philippe Chédeville wurde 1709 dreizehnjährig als Musettespieler in das Orchester der Pariser Oper aufgenommen. Im Mai 1723 überließ ihm Jean IV. Hotteterre, ein entfernter Verwandter, der Oboist der Kammer und der Grande Ecurie war, die Anwartschaft auf seinen Posten. Als sein Bruder Pierre Chédeville 1725 starb, übertrug Esprit Philippe diese Anwartschaft auf seinen jüngeren Bruder Nicolas, damit er selbst den Posten seines verstorbenen Bruders übernehmen konnte. Am 14. Dezember 1727 starb sein Großonkel Nicolas d. J. Hotteterre.
Der Dienst als Oboist der Kammer am Hof und der Grand Ecurie beließ Esprit Philippe Chédeville genügend Zeit, um sich Schülern widmen zu können, für die er nun eine Reihe Musette- und Drehleierstücke komponierte. Er erhielt Privilegien für die  Veröffentlichungsrechte eigener Musik. Einen bedeutenden Teil seiner Zeit widmete er auch dem Instrumentenbau. Chédevilles Musettes wurden hoch geschätzt. In den Affiches et annonces von 1757 bis 1783 finden sich zahlreiche Anzeigen für den Verkauf prachtvoll ausgestatteter Musettes von Chédeville l'aîné wie er sich auch nannte. Es sind nur wenige dieser damals so nachgefragten Instrumente auf unsere Zeit überkommen.
Am 1. Januar 1736 gab Esprit Philippe Chédeville seinen Abschied an der Pariser Oper. Bis 1760 wurde er noch unter den Hofmusikern erwähnt. Zwei Jahre später starb er in Paris.